# Bob Soccer School Fútbol Club
El Bob Soccer School FC es un club de fútbol de República Dominicana, ubicado en la ciudad de Santo Domingo. El equipo actualmente participa en la LDF Expansión, liga equivalente a la segunda división de la República Dominicana.